# Max Buchholz (Elektrotechniker)
Max Buchholz (* 13. Februar 1875 in Krefeld; † 4. Januar 1956 in Kassel) war ein deutscher Elektrotechniker und Erfinder.

## Leben und Wirken
Als Oberbaurat war Max Buchholz um 1916 Leiter des für den Bau des Hochspannung-Verbundnetz zuständigen Preußischen Staatlichen Elektrizitätsamts Kassel.
Im Jahr 1923 erfand er, in der Badewanne sitzend, den nach ihm benannten Buchholzschutz.
Am 21. Juni 1923 reichte er das Patent D.R.P. 417 213 Verfahren zum Uberwachen oder selbsttätigen Beenden von Koch-, Gar- oder ähnlichen chemischen Prozessen, bei denen Dämpfe entstehen ein, was im August 1925 ausgestellt wurde. Als Schutzeinrichtung für ölgefüllte Transformatoren erkennt es bei Überlastung oder Kurzschluss aufsteigende Blasen und veranlasst die Abschaltung.

## Veröffentlichungen
- Programm für die Versuche mit dem Buchholz-Schutz für Transformatoren mit und ohne Ausgleichsgefäss, Schalter usw. am 23. okt. 1927 beim Kraftwerk „Main-Wesen“ im Netz der preussischen Kraftwerke „Oberweser“ Akt.Ges. Kassel; Kasseler Post, 1927
- Niederschrift über die Versuche mit dem Buchholz-Schutz für Transformatoren mit und ohne Oel-Ausgleichgefäß, Schalter, Motore usw. am 23. Okt. 1927 beim Großkraftwerk Borken (Hessen) der Preußischen Elektrizitäts-Aktien-Ges., Abt. Kassel; Preuss. Elektrizitäts A.-G., Abt. Kassel, 1928